# La Torre del Governador
La Torre del Governador és un edifici del municipi d'Alella (Maresme) que forma part de l'Inventari del Patrimoni Arquitectònic de Catalunya.

## Descripció
És un conjunt d'edificacions de tipus civil, encara que actualment siguin propietat dels Escolapis, format per moltes dependències, entre les quals sovint no hi ha relacions d'estil. Una de les característiques del conjunt és el seu fort eclecticisme: des d'una façana de tipus neoclàssic, a neogòtic barrejat amb neoàrab; columnes clàssiques que suporten arcs de ferradura; ús de maó compaginada amb l'ús e la pedra i les teulades planes amb els pinacles; i escultures clàssiques que conviuen amb fanals modernistes. El conjunt està voltat d'un ampli jardí que també participa de les característiques generals: al costat dels xiprers retallats a l'estil francès, hi ha palmeres.

## Història
Primitivament hi havia el Mas Torrella, del segle xiv. A finals del segle xix, l'any 1890, la propietat passà a mans d'Antoni Borrell i Folch, Governador de Catalunya, que fou qui encarregà la construcció de l'obra actual a l'arquitecte General Guitart i Lostaló. És per aquest fet que l'edifici es coneix com "la Torre del Governador". Borrell morí l'any 1909, i el conjunt passà a mans dels escolapis el juliol de 1916, passant a ser conegut com la Institució Borrell de l'Escola Pia d'Alella. Malgrat que en l'actualitat ja no funciona com a centre educatiu, l'indret encara es coneix popularment com "els Escolapis". Més recentment, l'any 2004, l'edifici fou emprat com una de les localitzacions de la pel·lícula La mala educación, de Pedro Almodóvar.